# Yves Jeuland
Yves Jeuland est un réalisateur français, auteur de  documentaires, né le 22 janvier 1968 à Carcassonne.

## Carrière
Yves Jeuland est auteur et réalisateur d’une trentaine de films documentaires pour la télévision et le cinéma. Alternant entre films d’archives et cinéma direct, son travail porte sur l’observation de la société française d’hier et d’aujourd’hui, le monde politique et artistique.
Ancien administrateur de la Scam, il est par ailleurs président d'Occitanie films, agence régionale du cinéma, de 2019 à 2022.
Plusieurs de ses films portent sur l'engagement politique ou la pratique du pouvoir. Il retrace notamment l'histoire des communistes français dans Camarades en 2004, puis celle des socialistes dans Le Siècle des socialistes en 2005. Auparavant, il avait suivi, entre 1999 et 2001, Bertrand Delanoë, Jean Tiberi, Philippe Séguin et les autres protagonistes de l'élection municipale parisienne pour le film Paris à tout prix (film qui obtient le Sept d'or de la meilleure série documentaire). Il retrouve Bertrand Delanoë douze ans plus tard, en 2013, pour Delanoë libéré où le Maire de Paris évoque - sur des images de sa vie publique et personnelle - son passé, ses réussites et ses échecs. En 2007, il brosse un portrait cathodique de Georges Marchais dans Parts de Marchais. L'année suivante, il réalise une chronique sur les élections municipales de Fleury dans l'Aude (Un village en campagne). En 2010 sort au cinéma Le Président où il filme au plus près Georges Frêche au cours de son ultime campagne politique. Puis en 2015, est diffusé Un temps de président, documentaire sur le quotidien de François Hollande à l'Élysée.
Son travail sur l'écriture documentaire à base d'images d'archives a été récompensé plusieurs fois : en 2004, il reçoit un FIPA d'argent pour son film Camarades.  En 2007, son documentaire en deux parties, Comme un juif en France, qui retrace l'histoire des Juifs en France (de l'affaire Dreyfus à nos jours), obtient le Lia Award du Festival international du film de Jérusalem. Ces deux films décrochent le Focal international Award du film d’archives à Londres en 2005 et en 2008. En 2012, Il est minuit, Paris s'éveille - sur les artistes des cabarets de la rive gauche et les nuits parisiennes d'après-guerre, avec les témoignages de Jean Rochefort, Juliette Gréco, Charles Aznavour, Anne Sylvestre, etc. - reçoit le prix du meilleur documentaire de télévision 2013 décerné par le Syndicat français de la critique de cinéma et des films de télévision. Prix obtenu à nouveau en 2017 pour Un Français nommé Gabin, écrit avec François Aymé, un long portrait composé exclusivement d'archives et d'extraits de films sur la carrière et la vie de Jean Alexis Moncorgé dit Gabin. Le film a été également sélectionné au Festival du film français de Richmond (USA). Il refait équipe avec François Aymé pour une nouvelle et longue aventure de trois ans : Charlie Chaplin, le génie de la liberté, film documentaire de 2h25, sélectionné à Cannes Classics et projeté en avant-première lors du festival Lumière en octobre 2020. En 2021, Yves Jeuland signe avec Vincent Josse Montand est à nous. Il y explore sa passion de toujours pour le chanteur acteur ; le film est sélectionné au festival de Cannes 2021. 
D'autres thèmes sont abordés par le réalisateur. C'est ainsi qu'en 2002, dans Bleu, blanc, rose, il raconte trente ans d'histoire des homosexuels en France, puis dans Maris à tout prix en 2004, il évoque le mariage homosexuel, célébré à Bègles par Noël Mamère. En 2014 sort au cinéma Les Gens du Monde, documentaire tourné dans le service politique du journal durant la campagne présidentielle de 2012 (sélection officielle au Festival de Cannes 2014). Les grandes figures du cinéma sont aussi abordées dans ses réalisations : avant son film consacré à Jean Gabin, il avait déjà réalisé L'extravagant Monsieur Piccoli, un portrait documentaire de l'acteur Michel Piccoli. En 2018, est diffusé La Vie balagan de Marceline Loridan-Ivens où le réalisateur dialogue avec Marceline Loridan-Ivens et où elle évoque son parcours, ses engagements et ses contradictions. 

## Filmographie
- 1997 : Scènes de classe en Bavière[16]
- 1997 : Été turc
- 1998 : Ombres de cristal (Titre allemand : Seit 60 Jahren Judenfrei)[17]
- 1999 : Rêves d'énarques[18]
- 1999 : Les clefs du château[19]
- 2000 : Et moi, et moi, et moi...[20]
- 2001 : Paris à tout prix (TV et cinéma) sur les élections municipales de 2001 à Paris. Sept d’or de la meilleure série documentaire, Lauriers du Sénat 2001. Co-autrice  : Pascale Sauvage.
- 2002 : Bleu, blanc, rose[12]
- 2004 : La Paix nom de Dieu ![21] Tourné en Israël et en Palestine en 2003
- 2004 : Camarades, il était une fois les communistes français[3] - Prix FIPA d'argent et Focal international award du film d’archives 2005
- 2004 : Maris à tout prix
- 2005 : Le Siècle des socialistes[4]
- 2007 : Comme un juif en France, dans la joie ou la douleur - Lia Award du Festival international du film de Jérusalem, Focal international Award du film d’archives 2008, Prix Télérama, sortie cinéma aux États-Unis
- 2007 : Parts de Marchais
- 2008 : Un village en campagne, sur les élections municipales de 2008 à Fleury (Aude)
- 2010 : Les Compagnons de l'aube, série documentaire de 18 portraits de Français Libres
- 2010 : Le Président (cinéma) avec Georges Frêche
- 2012 : Il est minuit, Paris s'éveille[9]. Prix du meilleur documentaire télévision 2013 par le Syndicat français de la critique de cinéma et des films de télévision
- 2013 : Delanoë libéré[22], 12 ans après Paris à tout prix, Yves Jeuland brosse un portrait de Bertrand Delanoë
- 2014 : Les Gens du Monde (cinéma), documentaire sur le service politique du Monde pendant la campagne présidentielle de 2012. Sélection officielle au Festival de Cannes 2014
- 2015 : Un temps de président[23], documentaire sur le quotidien de François Hollande à l'Élysée. Programmé au Festival du film français de Richmond (USA)
- 2017 : L'extravagant Monsieur Piccoli[14]
- 2017 : Un Français nommé Gabin[10], co-auteur : François Aymé. Prix du meilleur documentaire télévision 2017 par le Syndicat français de la critique de cinéma et des films de télévision
- 2018 : La Vie balagan de Marceline Loridan-Ivens[24]
- 2020 : Charlie Chaplin, le génie de la liberté, co-auteur : François Aymé. Sélection à Cannes Classics 2020[11].  Prix FOCAL International Awards 2022 "Best Use of Footage in a History Feature"[25]
- 2021 : Montand est à nous, co-auteur : Vincent Josse. Sélection à Cannes Classics 2021[26] ; Festival du film de Pessac 2021, compétition Histoire du Cinéma : prix du jury professionnel ex aequo, prix CaMéo du jury étudiant[27]
- 2021 : [co-auteur] Trintignant par Trintignant, réalisation : Lucie Cariès
- 2022 : Mendès la France[28], co-réalisation : Alix Maurin
- 2025 : (Coauteur avec Ariane Chemin et Lisa Vapné), Zelensky (documentaire en deux parties), coréalisation : Lisa Vapné.